# 후지와라 도쿠로
후지와라 도쿠로(일본어: 藤原 得郎)는 일본의 비디오 게임 디자이너이다. 초기 게임 내 스태프롤에서는 프로페서 F(Professor F), 혹은 아서 킹(Arthur King)이라는 가명을 사용했다.
1983년부터 캡콤에서 근무해 건 앤 건 《전장의 이리 (1985)》, 액션 플랫포머 《마계촌 (1985)》 등의 작품들을 기획했으며, 《스트라이더 히류 (1989)》같은 CP 시스템 아케이드 게임들이나 《록맨》 시리즈에서 프로듀서를 담당했다. 1996년 생존 호러 게임 《바이오하자드》을 기획했다. 2021년에는 《돌아온 마계촌》에 관여했다.

## 이력
- 1982 - 코나미 입사
- 1983 - 코나미 퇴사, 캡콤 입사
- 1996 - 캡콤 퇴사, 우피 캠프 설립
- 1998 - 딥 스페이스 설립
- 1999 - 우피 캠프의 경영 악화로 단독 직원이 됨
- 2005 - 캡콤 재입사
- 2009 - 건강상 문제로 휴식
- 2015 - 게임 산업에 컨설턴트로서 복귀
- 2018 - 우피 캠프에서 컨설턴트 업무 지속